# Ján Lichner
Ján Lichner (14. února 1897 Veľký Čepčín – 16. října 1979 Martin) byl slovenský a československý politik a ministr vlád Československa a autonomní slovenské vlády, meziválečný poslanec Národního shromáždění ČSR za agrární stranu, po válce poslanec Prozatímního a Ústavodárného Národního shromáždění za Demokratickou stranu. Po komunistickém puči v roce 1948 byl ve vykonstruovaném procesu odsouzen a strávil deset let ve vězení.

## Život

### Mládí a meziválečná politická činnost
V době první světové války jako rakousko-uherský voják přeběhl na ruskou stranu a připojil se k československým legiím v Rusku. Po návratu do vlasti vystudoval právnickou fakultu Univerzitu Komenského v Bratislavě.
Byl členem agrární strany, za kterou byl v letech 1935–1939 poslancem v Národním shromáždění. V roce 1937 ho předák slovenských agrárníků Milan Hodža pověřil zpracováním návrhu na decentralizaci státní správy o posílení kompetencí zemských zastupitelstev. Mělo jít o agrárnickou odpověď na rostoucí autonomistickou agitaci na Slovensku a zároveň o předstupeň možného zahrnutí autonomistických ľudáků do vládní koalice. Koncepce byla pak upřesňována v roce 1938, ale nakonec nebyla realizována v důsledku Mnichova a následného vývoje na Slovensku, v němž iniciativu převzali ľudáci.
Po Mnichovu se Lichner v říjnu 1938 podílel za agrárníky na dojednávání Žilinské dohody coby společné platformy slovenských stran ve prospěch autonomie a byl jedním ze signatářů její finální verze. V poslanecké sněmovně setrval do zrušení parlamentu roku 1939, přičemž krátce předtím, v prosinci 1938, ještě přestoupil do klubu Hlinkova slovenská ľudova strana - Strana slovenskej národnej jednoty, do které se spojily všechny slovenské nesocialistické strany.
Od října do prosince 1938 krátce působil jako ministr pošt a železnic v slovenské autonomní vládě (první vláda Jozefa Tisa). V posledních týdnech druhé republiky ale podporoval mocenský zásah centrální vlády proti stále více se k nacistickému Německu klonící autonomní slovenské vládě (tzv. Homolův puč).

### Exilovým politikem za druhé světové války
V letech 1939–1940 byl ředitelem Slovenské všeobecné banky. Patřil k organizátorům občanského protifašistického odboje na Slovensku. V roce 1940 odešel do exilu ve Velké Británii, kde se stal členem Státní rady československé. Zároveň působil v letech 1941–1942 jako státní ministr v první exilové vládě Jana Šrámka a v letech 1942–1945 jako ministr zemědělství a veřejných prací v druhé exilové vládě Jana Šrámka v Londýně. V rámci exilu se již v roce 1941 přimlouval za změnu česko-slovenských vztahů a nebyl stoupencem návratu k předmnichovské koncepci československého národa.

### Poválečná politická činnost v Demokratické straně
V letech 1945–1948 byl členem vedení Demokratické strany. Na sjezdu strany v dubnu 1945 byl zvolen jejím místopředsedou. V letech 1945–1946 byl poslancem Prozatímního Národního shromáždění za Demokratickou stranu. Po parlamentních volbách v roce 1946 se stal poslancem Ústavodárného Národního shromáždění, kde formálně setrval do voleb do Národního shromáždění roku 1948. V srpnu 1945 byl delegáty národních výborů zvolen rovněž za poslance Slovenské národní rady. Zasedal zde do roku 1946.
Zastával i vládní pozice, byť ne na ministerské úrovni. V letech 1945–1946 působil jako státní tajemník na ministerstvu zahraničního obchodu a v letech 1946–1948 v první vládě Klementa Gottwalda jako státní tajemník na ministerstvu národní obrany.
Během únorového převratu 1948 podal dne 20. února spolu s dalšími demokratickými ministry demisi. Poté, co v mocenské konfrontaci zvítězila Komunistická strana Československa, byla Demokratická strana proměněna na Stranu slovenské obrody coby satelitní formaci závislou na KSČ. Lichner patřil mezi skupinu funkcionářů Demokratické strany, kteří neodešli do emigrace, ale zůstali v Československu a byli v následujícím období pronásledováni.

### Politickým vězněm komunistického režimu
V roce 1950 byl zatčen a ve vykonstruovaném procesu odsouzen na 17 let vězení. V roce 1960 byl propuštěn na amnestii a v roce 1968 rehabilitován.
V roce 1992 obdržel in memoriam Řád Tomáše Garrigua Masaryka III. třídy. Byl mu rovněž udělen Řád Slovenského národního povstání.

## Vyznamenání
- Pamětní medaile Za obranu Slovenska v březnu 1939 [19], 1939 (Slovenský štát)
- Medaile Za hrdinství [20], II. stupeň, 1942 (Slovenský štát)
- Pamätný odznak Za ťaženie proti ZSSR [21], I. třída, 1943 (Slovenský štát)
- Československý válečný kříž 1939, 1944
- Pamětní medaile československé armády v zahraničí, se štítkem (SSSR), 1944
- Československý válečný kříž 1939, udělen podruhé 1945
- Řád Slovenského národního povstání, I. třída
- Řád rudé hvězdy
- Odznak Československého partyzána [22]
- Řád Tomáše Garrigua Masaryka, III. třída, 1992